# Platypalpus caucasicus
Platypalpus caucasicus är en tvåvingeart som beskrevs av Nikolai Vasilevich Kovalev 1967. Platypalpus caucasicus ingår i släktet Platypalpus och familjen puckeldansflugor. Inga underarter finns listade i Catalogue of Life.